# 로버스트검은쌀쥐
로버스트검은쌀쥐(Melanomys robustulus)는 비단털쥐과에 속하는 남아메리카 설치류의 일종이다. 에콰도르 안데스산맥의 동부 경사면에서 발견된다.